# Лоенгрін (опера)
«Лоенгрін» (нім. Lohengrin) — романтична опера Ріхарда Вагнера, на 3 дії, 4 картини, лібрето композитора. Перша постановка відбулася у Веймарі 28 серпня 1850 року під орудою Ференца Ліста.

## Історія написання

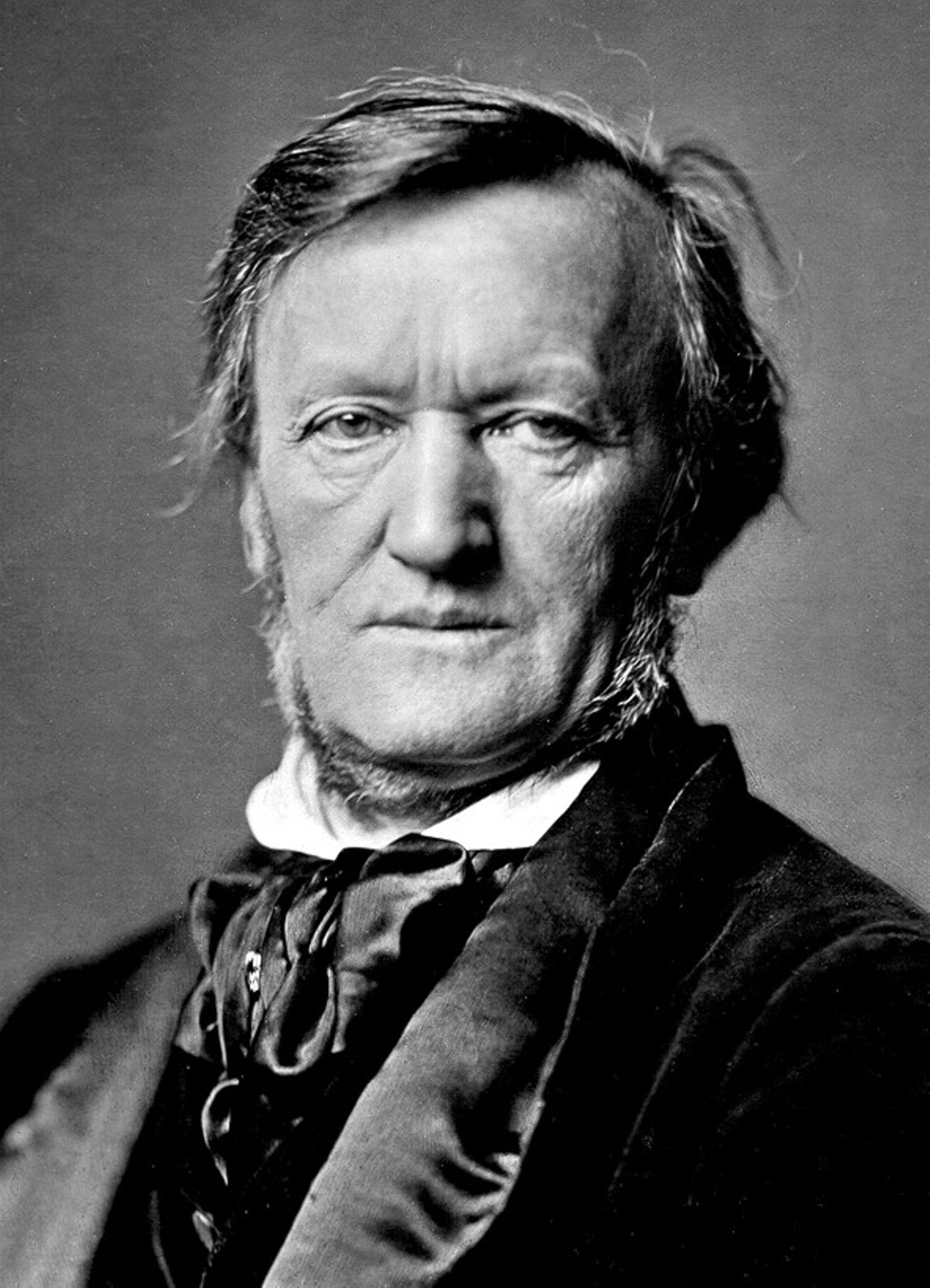
Ріхард Вагнер

Задум опери виник у композитора ще в 1841 році, в 1845 році був написаний текст лібрето, робота над партитурою велася в 1846–1848 роках. У 1847 році автор закінчив клавір опери, а в березні 1848 року була готова партитура.
В основу сюжету «Лоенгріна» покладені різні народні перекази, вільно трактовані Вагнером. У народів приморських країн та тих, що живуть на берегах великих річок, поширені поетичні легенди про лицаря, який припливає у човні, запряженому лебедем. Він з'являється в той момент, коли дівчині або вдові, всіма покинутій і переслідуваній, загрожує смертельна небезпека. Лицар звільняє дівчину від ворогів і одружується з нею.
Багато років живуть вони щасливо, але несподівано повертається лебідь, і невідомий зникає так само таємничо, як і з'явився. Нерідко «лебедині» легенди перепліталися з переказами про Святий Грааль. Невідомий лицар тоді виявлявся сином Парсифаля — короля Грааля, який об'єднав навколо себе героїв, які охороняють таємничий скарб, що дає їм чудову силу в боротьбі зі злом і несправедливістю. Іноді легендарні події переносилися в певну історичну епоху — в часи царювання Генріха I Птахолова.
Легенди про Лоенгріна надихали багатьох середньовічних поетів, один з них — Вольфрам фон Ешенбах, якого Вагнер вивів у своєму «Тангейзері».
Почерпнутий з саг, переказів і поем, матеріал був творчо перероблений Вагнером для створення оригінальної концепції, що відбила філософські та етичні проблеми сучасності. «Трагізм» Лоенгріна, за словами Вагнера, «має свої глибокі корені в основах сучасного життя».

## Постановки
Запланована прем'єра в Дрездені не відбулася через початок революції в Німеччині, в якій автор «Лоенгріна» взяв найактивнішу участь. Після поразки революції через участь у Дрезденському повстанні 1849 року був виданий ордер на арешт Вагнера і він був змушений залишити Німеччину (до 1861 року).
Відданий Вагнерові його друг Ференц Ліст допоміг йому втекти до Швейцарії. Тут Вагнер створює серйозні літературні праці, присвячені загальноестетичним питанням: «Мистецтво і революція», «Художній твір майбутнього», «Опера і драма», автобіографічний ескіз «Звернення до друзів».
Прем'єра «Лоенгріна» мала відбутися на сцені Дрезденської королівської опери, проте через тертя у відносинах з придворними колами та дирекцією театру опера був знята з репертуару і робота над її постановкою припинена.
Ференц Ліст, який займав у той час посаду першого капельмейстера у Веймарі, домігся права на постановку «Лоенгріна» у Веймарському театрі.
Прем'єра опери відбулася 28 серпня 1850 року на сцені Веймарського придворного театру. Диригував спектаклем Ференц Ліст. Оркестр був укомплектований лише п'ятьма першими скрипками і шістьма другими. При цьому твір складалося з 38 номерів, а хорів нараховувалося до тридцяти. Незважаючи на всі зусилля диригента, опера була погано сприйнята.
Ліст у всіх подробицях повідомив Вагнеру про те, як пройшла прем'єра, оскільки композитор все ще перебував у вигнанні та не міг сам бути присутнім на ній. Вагнер був дуже розсерджений: виконання тривало більше чотирьох годин, що дало підставу Вагнеру визнати, що Ліст всюди брав надто повільні темпи. Однак Вагнер ніколи до цього не чув оркестрового виконання опери, навіть на репетиції, він тільки міг грати її собі на фортепіано.
І тільки через одинадцять років, коли Вагнер вперше слухав повне виконання опери у Відні, він визнав, що Ліст мав рацію. Виконання опери цілком, без купюр і без урахування антрактів, займає три з половиною години.
Вперше в Україні у Києві опера ставилася в 1950-х роках українською мовою, лібрето переклав Павло Тичина. В 1990-х роках ця опера була на сцені Київської опери вже мовою оригіналу.

## Характеристика
Джерелом сюжету Вагнерові послужила поема «Парцифаль» Вольфрама фон Ешенбаха. Матеріал, узятий із саг, передань і поем, був творчо перероблений при створенні оригінальної концепції, що відобразила філософські й етичні проблеми сучасності.
Дія розгортається у напівісторичних — напівлегендарних умовах. В ньому беруть участь дві контрастні пари — Лоенгрін і Ельза та Ортруда і Тельрамунд, що уособлюють собою добро і зло, світло і темряву. Центральний образ опери — Лоенгрін за задумом Вагнера асоціюється з музикантом митцем, що тяжіє до людей, але відкинутий ними, повертається у царство фантазії. Типово романтична антитеза мрії й дійсності поглиблена й узагальнена Вагнером.
Зберігаючи структуру старої опери із системою завершених номерів, Вагнер з'єднує їх у великі драматичні сцени, використовуючи систему лейтмотивів-характеристик. Вагома роль оркестру, який не тільки створює симфонічну основу опери, але виявляється цементуючим рушієм дії. Вступ до опери не є увертюрою, тобто стислим викладом драматургічної концепції, але саме введенням, що готує слухача до сприйняття драми. Тема вступу — образ Грааля — лицарського товариства, що захищає справедливість, — є темою Лоенгріна; на ній побудований центральний епізод його розповіді в останній дії.

## Сюжет

### Перша дія
Берег річки Шельди. Герольд оголошує прибуття короля Генріха, що збирає війська по всій Німеччині. Фрідріх звертається до короля й розповідає, що після смерті герцога Брабанта він взяв на себе опіку над дітьми герцога — Ельзою й готфрідом, який незабаром зник. Фрідріх обвинувачує Ельзу в убивстві брата й сам висловлює претензії на владу, тим більше що його дружина Ортруда походить із роду, що колись був при владі.
З'являється Ельза, від неї чекають виправдання, але вона поводиться дивно й все марить про лицаря, що з'явився їй у сні. Призначається «Божий суд». Ельза впевнена, що посланий Богом лицар з'явиться, щоб захистити її. Герольд запитує, чи є охочі виступити замість Ельзи на суді. Коли надії вже не залишається, на річці з'являється човен, запряжений лебедем, а в ньому незнайомий лицар (Лоенгрін). Він готовий стати на сторону Ельзи й просити її руки, за умови, що вона ніколи не буде запитувати, хто він і звідки. Відбувається двобій, у якому Лоенгрін перемагає Фрідріха, але дарує йому життя. Загальна радість.

### Друга дія
Фрідріх оплакує втрату своєї честі, що прирікає його на вигнання, і дорікає Ортруді, що вона змусила його неправдиво звинуватити Ельзу, яка в дійсності невинна — це довів Божий суд. Ортруда звинувачує його в боягузтві й говорить, що на стороні Лоенгріна був не Бог, а чаклунство. Треба переконати Ельзу запитати героя про його походження, тоді він втратить чаклунську силу, а честь Фрідріха буде відновлена.
На балконі з'являється Ельза, переповнена своїм щастям. З'являється Ортруда, вона намагається посіяти в душі дівчини сумнів відносно її нареченого.
Ранок. Герольд повідомляє про вигнання Фрідріха й про весілля Ельзи й Лоенгріна, який завтра повинен очолити військовий похід.
До собору наближається процесія Ельзи. Раптом Ортруда кидається їй напереріз. Щоб помститися вона насміхається з Ельзи, адже та навіть не знає, хто її наречений. Після появи короля і Лоенгріна Ортруда змушена відступити. Тоді з'являється Тельрамунд, йому вдається захопити увагу обурених людей. Фрідріх звинувачує Лоенгріна в чаклунстві, але той відкидає звинувачення. Процесія входить у собор, однак у душі Ельзи зароджується сумнів.

### Третя дія

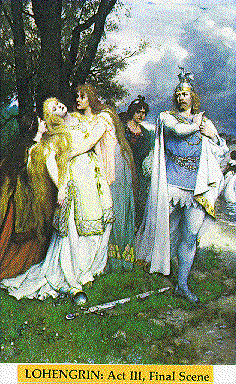
ілюстрація до 3-го акту «Лоенгріна»

Пишно святкується весілля Ельзи й Лоенгріна. Хор прославляє молодих. Коли гості йдуть, Ельза висловлює Лоенгріну свої сумніви. Запевнення останнього про його високе походженню лякають її ще більше — вона боїться, що колись він її покине й повернеться у свою країну. Зрештою Ельза прямо задає йому фатальне питання. У цей момент підкрадається Фрідріх зі своїми спільниками й нападає на Лоенгріна, але останній убиває його.
Ранок. При великому скупченні народу Лоенгрін повідомляє королеві, що не зможе очолити похід. Він змушений розповісти про своє походження — він один з лицарів Грааля. Оскільки Ельза порушила свою обіцянку й виявила недовіру, він змушений залишити її. Лоенгрін каже, що якби він зміг залишитися хоч на рік, до Ельзи б повернувся її брат. Наближається лебідь із човном. Ортруда, впевнена у своїй перемозі, повідомляє, що цим лебедем і є зачарований нею Готтфрід. Після молитви Лонгріна лебідь приймає людську подобу. Лицар Грааля відпливає. Ельза з горя падає непритомною.